# Piper riochiadoense
Piper riochiadoense är en pepparväxtart som beskrevs av Trel. & Yunck.. Piper riochiadoense ingår i släktet Piper och familjen pepparväxter. Inga underarter finns listade i Catalogue of Life.